# НИИЭМП
Пензенский научно-исследовательский институт электронно-механических приборов (НИИЭМП)  — советское и российский предприятие по изготовлению резисторов, ЦАП / АЦП, прецизионных тонкопленочных наборов резисторов и делителей напряжения. По ряду направлений изделий электронно-вакуумных приборов институт является единственным разработчиком и производителем в стране. Расположен в г. Пенза
В 1996 году институт вошёл в перечень предприятий оборонного комплекса, приватизация которых запрещена, а в 2004 году в Перечень стратегических предприятий и стратегических акционерных обществ.
С 2009 года входит в состав холдинговой компании «Росэлектроника» Государственной корпорации «Ростех».

## История
Основан в январе 1959 года на основании Постановления Совет Министров СССР от 3 декабря 1958 г. № 1315—633 «О мерах по развитию специализированного производства и научно-исследовательской базы по радиодеталям» и изданного в соответствии с ним приказа Госкомитета СССР по радиоэлектронике № 1 от 3 января 1959 г. о создании Государственного Союзного научно-исследовательского института № 481, а 9 января 1959 г. Заместитель Председателя Госкомитета СССР по радиоэлектронике А. Захаров утвердил Положение № 107 «О Государственном Союзном научно-исследовательском институте № 481», впоследствии получившем название «Научно-исследовательский институт электронно-механических приборов» (НИИЭМП).
Первым главным инженером был назначен Ермаков Евгений Иванович. На него же временно были возложены обязанности директора института, а в октябре 1959 г. директором института назначается Железнов Михаил Тимофеевич. 
Институт создавался как головной для разработки резисторов, вакуумных конденсаторов и коммутирующих устройств. В 1960-е годы институтом была освоена толстопленочная технология, созданы особопрецизионные радиодетали, нашедшие широкое применение в вычислительных комплексах и сверхточной измерительной аппаратуре. Переменные проволочные резисторы были внедрены на заводах СССР и применялись при производстве телевизоров, бытовой радиоаппараты и спецтехники. Успехи института позволили в 1962 году преобразовать его опытно-экспериментальную базу в опытный завод при НИИ.
В 1960—1970 годы в институте были созданы базовые конструкционные ряды постоянных и переменных резисторов, которые закрыли номенклатурный дефицит в резисторах для военной техники, бытовой электронной аппаратуры и промышленной электроники.
В 80-е годы лаборатория института внедрила первые отечественные ПЭВМ типа ДВК для оформления текстовой документации.
С 1985 в институте разрабатываются керметные подстроечные резисторы, используемые в видеомагнитофонах, телевизорах, видеокамерах.

### 1990—2008
В 1990—2000 годы стали для института трудным периодом — сокращение заказов вызвали резкое (в 3-8 раз) сокращение числа работающих, не обновлялись основные фонды, по сравнению с 1990 г. объем выпуска резисторов сократился к 2000 г. более чем в 40 раз.
При этом институт в рамках конверсии производства с 1994 года разработал и освоил в производстве серию контрольно-измерительных приборов для топливно-энергетического комплекса, элементы автомобильной электроники; школьное оборудование.
Также сказался разрыв связей после распада СССР, в частности, из-за прекращения деятельности ПО «Миконд» (Ташкентский завод микроконденсаторов, Узбекистан) затормозились работы по первой отечественной микросхеме аналого-цифрового преобразователя напряжений вращающихся трансформаторов (АЦП ВТ) — 427ПВ2Т, работы по которой были закончены только в 2002 году.
За 2003—2008 годы на опытном производстве института было восстановлено производство 14 изделий с военной приемкой, увеличен объем производства и реализации товарной продукции в 5 раз, около 30 % объема работ проходит по Государственному оборонному заказу.
В 2008 году полувековому юбилею института был посвящён специальный номер журнала «Электронная промышленность», к этому времени институтом было:
- получено 508 авторских свидетельств на изобретения и 15 патентов;
- созданные им изделия отмечены 103 медалями ВДНХ;
- по материалам исследований и разработок института опубликованы 535 научно-технических статей, 13 книг и монографий, 50 обзоров по различным направлениям развития электронной техники;
- по материалам исследований подготовили диссертации и защитили ученую степень кандидата технических наук 46 человек, ученую степень доктора технических наук — 4 человека;
- 329 специалистов награждёны орденами и медалями СССР и РФ, в том числе одному присвоено звание Героя Социалистического Труда (звание было присвоено в 1971 году наладчику института И. В. Давыдову).

### С 2008 года: в составе Государственной корпорации «Ростех»
В период с 2017 по 2020 годы в рамках ФЦП «Развитие оборонно-промышленного комплекса РФ» планируется реконструкция и техническое перевооружение производственных мощностей и научно-производственного комплекса за счет средств федерального бюджета и собственных средств. Проект оценивается в 105 млн рублей.

## Продукция

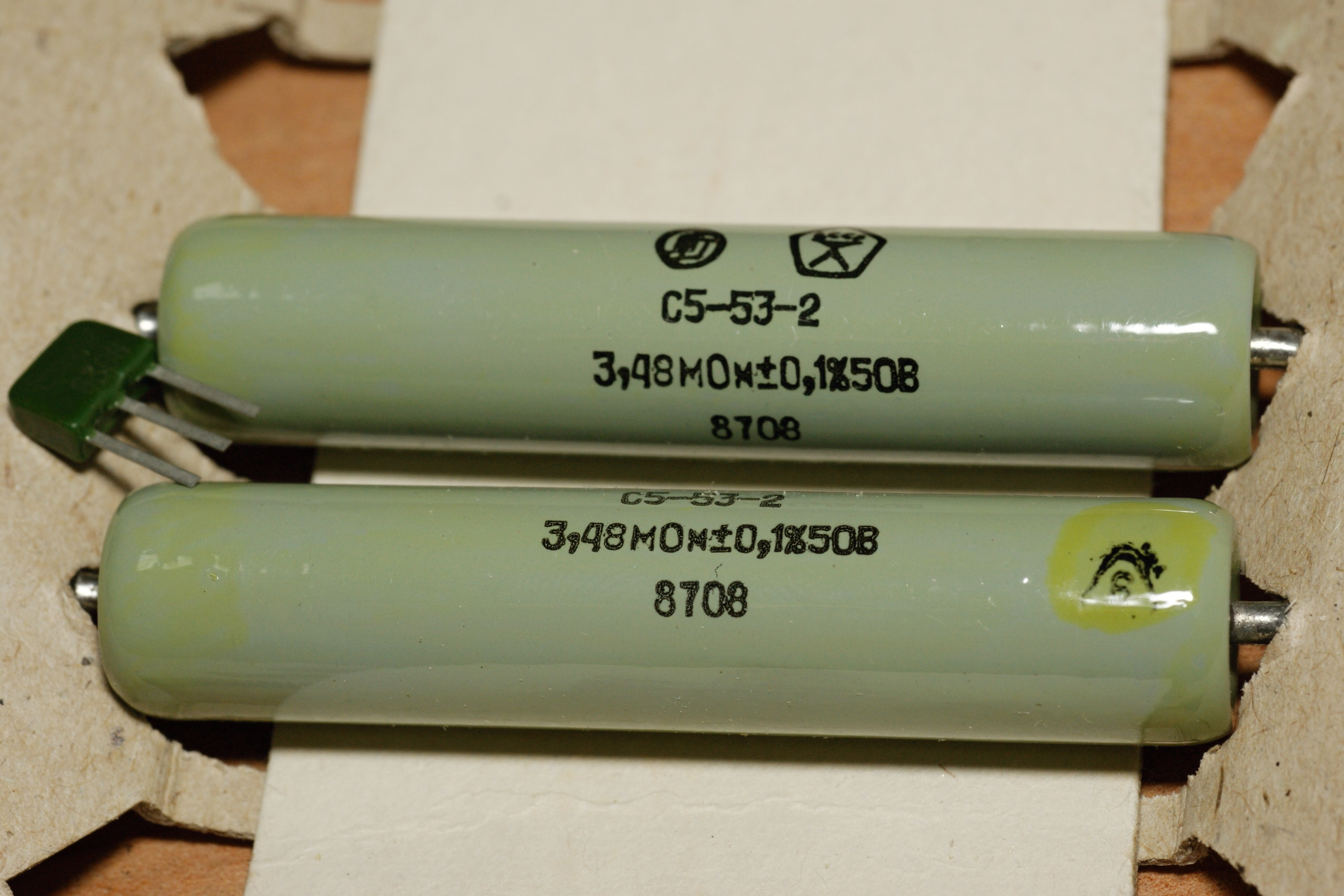
Прецизионные проволочные сопротивления опытного завода при НИИ

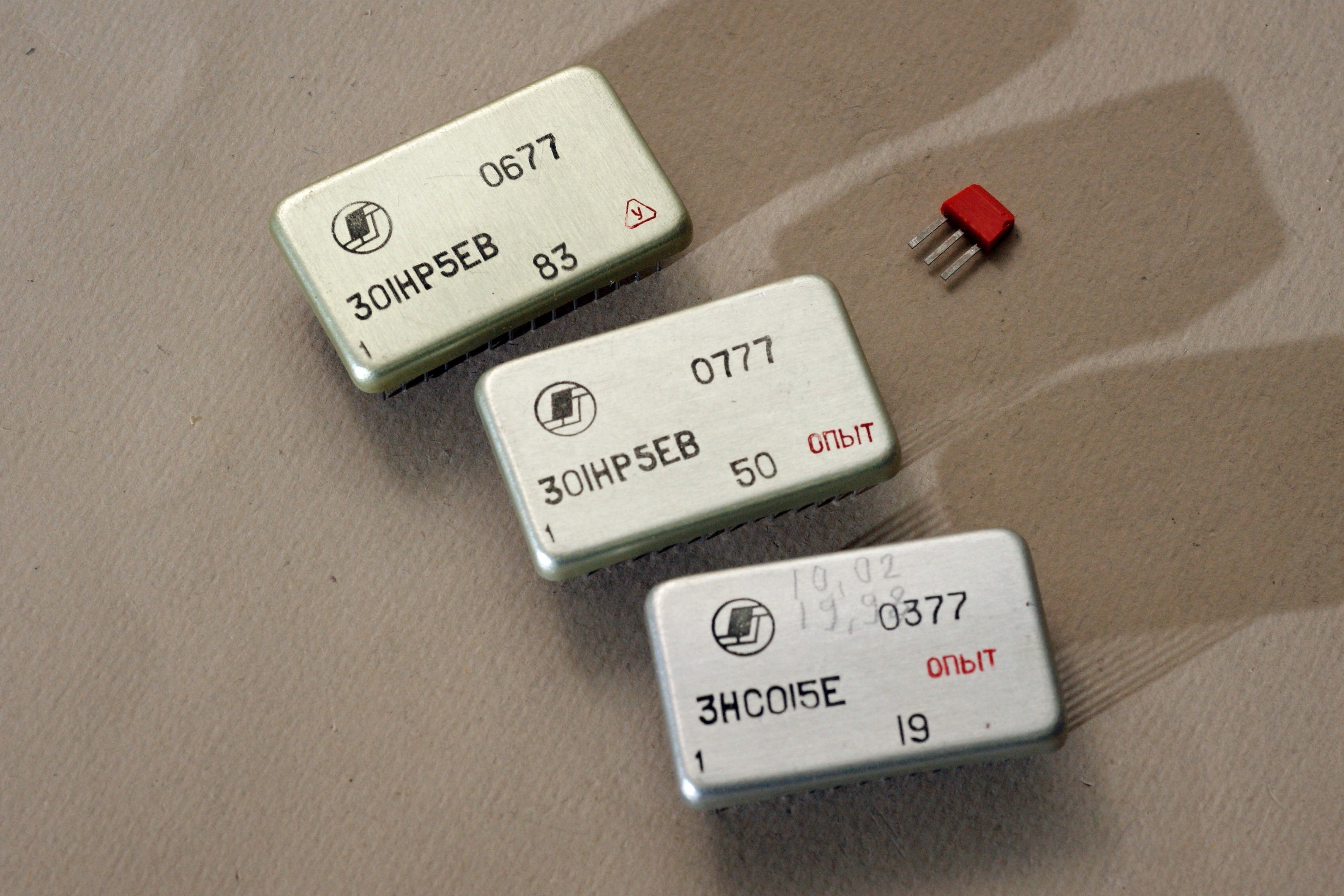
Гибридные интегральные схемы (матрицы резисторов) опытного завода при НИИ

Институт работает в трех сегментах рынка пассивных изделий электронной техники:
- Резисторы и резисторные компоненты;[11]
- Вакуумные высокочастотные коммутирующие устройства;
- Прецизионные наборы тонкопленочных резисторов простые и функциональные и гибридные интегральные микросхемы ЦАП и АЦП ВТ.

Кроме этого в рамках конверсии на предприятии за последние годы создано новое направление — производство электроизмерительных приборов.

## Сотрудничество с ВУЗами
Потребность предприятия в высококвалифицированных кадрах отмечена губернатором Пензенской области в августе 2015 года.

 В 2015 году НИИЭМП и Пензенский государственный университет подписали соглашение о сотрудничестве, в соответствии с которым в ПГУ будет создана кафедра «Проектирование и технология электронных приборов радиоэлектроники» для подготовки специалистов института.

Сотрудничество с университетом началось с 2013 года с проведения совместных исследований по подготовке производства дентальных имплантатов и вспомогательных компонентов.. Ген директор Недорезов Валерий Григорьевич работает в ПГУ.